# Dumbarton Rock

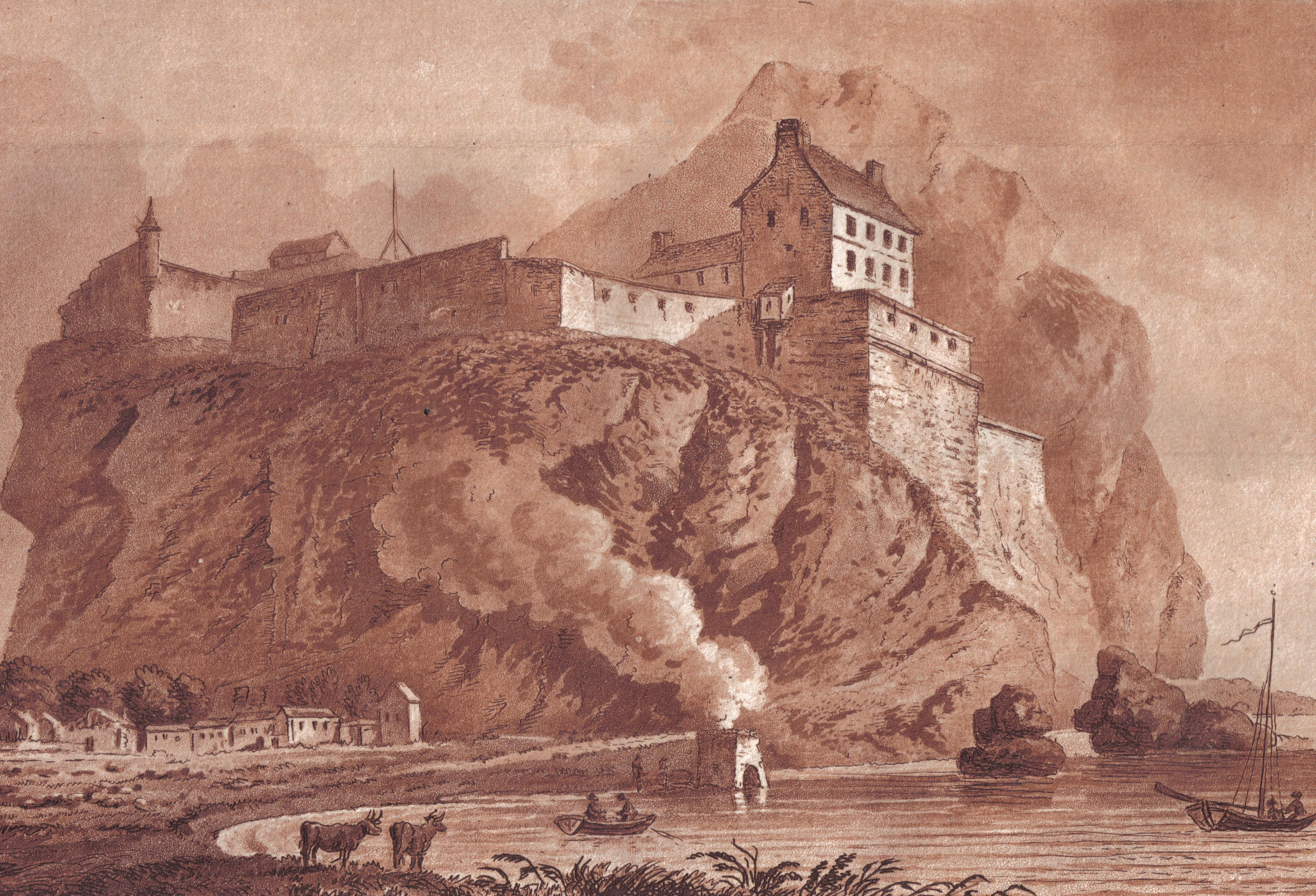
Il castello di Dumbarton - ill. da Stoddart J (1800), Remarks on Local Scenery and Manners in Scotland, Londra, Wiliam Miller, p. 212.

Il castello di Dumbarton, presso l'omonima città scozzese, è la fortezza più antica che si conosce in Gran Bretagna.
Sorge su una cupola di basalto vulcanico conosciuta col nome di Dumbarton Rock, collocazione che ne ha fatto uno snodo strategico sin dall'età del ferro.

## Storia
Almeno dall'Età del ferro (ma probabilmente da molto prima) fu il sito di un insediamento strategicamente molto importante, i cui abitanti avevano rapporti commerciali coi Romani. La presenza di un insediamento in questo luogo viene rivelata per la prima volta da una lettera di san Patrizio indirizzata a re Ceretic nel tardo V secolo.
Dal V al IX secolo fu la capitale del regno britannico di Alt Clut. Attorno al 570 il sovrano di Dumbarton era Riderch Hael, che compare nelle leggende vichinghe. Si narra che durante il suo regno mago Merlino risiedette ad Alt Clut. Nell'870, dopo quattro mesi di assedio, i vichinghi conquistarono Dumbarton Rock.
L'effettiva indipendenza di Strathclyde terminò con la morte di Eogan II di Strathclyde, che morì nel 1018, e la presa di potere nella regione da parte della dinastia di Kenneth I di Scozia.
Dumbarton (Dun Breatann, che significa la fortezza dei britanni) divenne poi un importante castello dei re di Scozia. La sua importanza andò scemando dopo la morte di Oliver Cromwell nel 1658. Ma le minacce rappresentate dai giacobiti e dai francesi nel XVIII secolo portarono a una ristrutturazione e a una rifortificazione, e così il castello continuò a essere presidiato fino alla seconda guerra mondiale.